# 100 років з часу утворення Першого українського полку імені Богдана Хмельницького та початку формування українських збройних сил (монета)
«100 ро́ків з ча́су утво́рення Пе́ршого украї́нського по́лку і́мені Богда́на Хмельни́цького та поча́тку формува́ння украї́нських збро́йних сил» — ювілейна монета номіналом 5 гривень, випущена Національним банком України, присвячена утворенню першої української військової частини, сформованої на добровольчих засадах, чим було покладено початок українізації військових частин у російській армії. Полк брав участь у збройному опорі Української Народної Республіки російській агресії. Перший Український військовий з'їзд 1917 року підтримав формування першої української військової частини, вимагаючи зарахувати до її складу всіх 3200 осіб, що записалися до полку, і призначив командиром полковника Юрія Капкана.
Монету введено в обіг 23 листопада 2017 року. Вона належить до серії «Збройні Сили України».

## Опис монети та характеристики
| Номінал грн. | Метал      | Маса, г | Діаметр, мм | Якість виготовлення       | Гурт     | Тираж, штук |
| ------------ | ---------- | ------- | ----------- | ------------------------- | -------- | ----------- |
| 5            | нейзильбер | 16,54   | 35,0        | спеціальний анциркулейтед | рифлений | 50 000      |

### Аверс
На аверсі монети розміщено: угорі малий Державний Герб України, праворуч від якого напис «УКРАЇНА», під яким номінал та рік карбування монети — «5/ГРИВЕНЬ/2017»; у центрі стилізована композиція, витримана у стилістиці українського авангарду початку ХХ століття — вояки в одностроях різних військових формувань часів Української революції, один з яких тримає прапор, на якому напис «1917»; унизу — логотип Банкнотно-монетного двору Національного банку України.

### Реверс
На реверсі монети стилізовано зображено прапори перших українських військових формувань, чільне місце серед яких займає прапор Першого Українського козацького полку імені Богдана Хмельницького, історичні прапори Українського Державного флоту, Українського Запорізького полку, сформованого у Москві з вояків-українців тощо; унизу — прапор сучасних Збройних Сил України та розміщено написи: «100/РОКІВ» (унизу ліворуч) «ПОЧАТОК ФОРМУВАННЯ ЗБРОЙНИХ СИЛ» (ліворуч вертикально) «УКРАЇНИ» (угорі).

## Автори

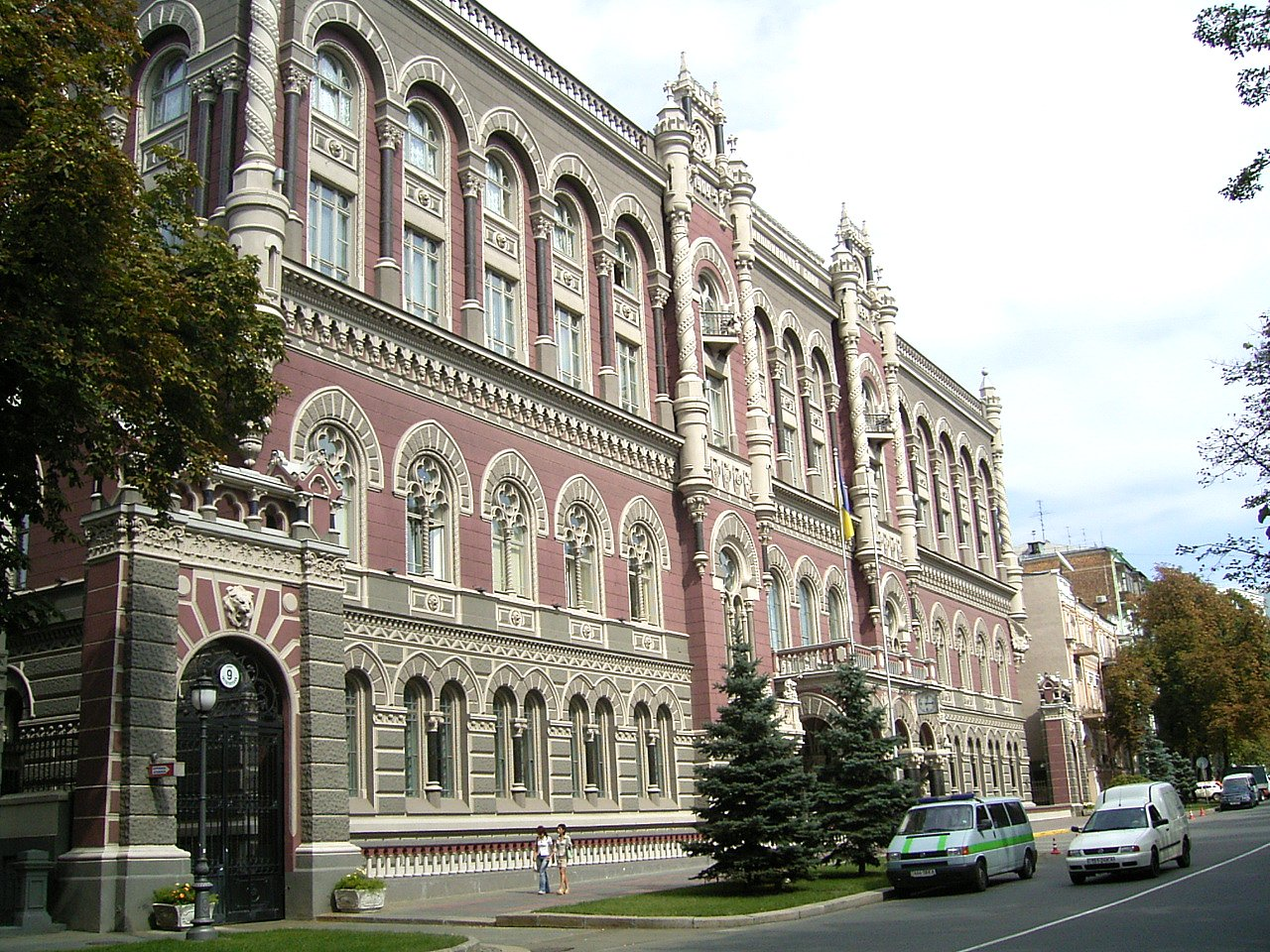
Будівля Національного банку України

- Художники: Таран Володимир, Харук Олександр, Харук Сергій.
- Скульптори: Іваненко Святослав, Атаманчук Володимир.

## Вартість монети
Під час введення монети в обіг 2017 року, Національний банк України реалізовував монету через свої філії за ціною 43 гривні.
Фактична приблизна вартість монети, з роками змінювалася так:
| Рік        | 2018 | 2019 | 2020 | 2021 | 2022 | 2023 | 2024 | 2025 |
| ---------- | ---- | ---- | ---- | ---- | ---- | ---- | ---- | ---- |
| Ціна, грн. | 55   | 55   | 55   | 60   | 65   | 145  | 410  | 360  |